# Toaru hikūshi e no koiuta
Toaru hikūshi e no koiuta (jap. とある飛空士への恋歌; dosł. Piosenka miłosna dla pewnego pilota, ang. The Pilot's Love Song) – light novel autorstwa Koroku Inumury, osadzona w tym samym uniwersum co poprzednie dzieło tego autora, Toaru hikūshi e no tsuioku. W latach 2009–2011 wydano łącznie pięć tomów serii. W 2014 roku rozpoczęła się emisja serialu anime o tym samym tytule, a także publikacja adaptacji w formie mangi.

## Fabuła
Seria opowiada losy młodego pilota Kal-el Albus, którego prawdziwe imię brzmi Karl La Hire. Karl był księciem w Imperium Balsteros, jednak w wyniku „rewolucji wiatru” jego rodzina zostaje pozbawiona tronu, a następnie zgładzona. Karl przeżywa, gdyż zostaje potajemnie adoptowany przez Michaela Albusa. Przyjmuje imię Kal-el i żyje jako normalny człowiek. Później zostaje pilotem i wraz ze swoją przybraną siostrą Ariel wyrusza wraz z innymi mieszkańcami latającej wyspy Isli wyrusza na poszukiwanie „końca nieba”. W jego sercu żarzy się jednak wciąż nienawiść do jednej osoby Niny Viento, jednej z przywódczyń „rewolucji wiatru”.